# 1563년 런던 페스트
1563년 런던 페스트는 1563년에 런던에서 발생한 페스트 유행을 말한다. 런던 및 런던 교구에서만 최소 20,136명이 사망했다. 결국 런던 인구의 24%가 사망했는데, 사망자는 주로 비위생적인 런던 교외 지역에서 발생했다.

## 배경
1563년의 런던은 인구가 너무 많아 비위생적이었으며, 이에 대한 정책도 형편없었다. 당시 엘리자베스 1세는 집권 5년차로, 정부는 급격히 증가하는 인구로 골머리를 앓았다. 위생은 고질적인 문제였지만, 페스트가 마지막으로 발생하지 십 년 이상이 지나 대부분의 시민들은 이를 크게 신경쓰지 않았다. 그러나 1563에 더비, 레스터, 런던에서 페스트가 갑자기 발생하고, 르아브르에 주둔하고 있던 영국군에도 전파됨으로써 주둔군이 프랑스군에 항복하는 원인이 된다.

## 런던 페스트

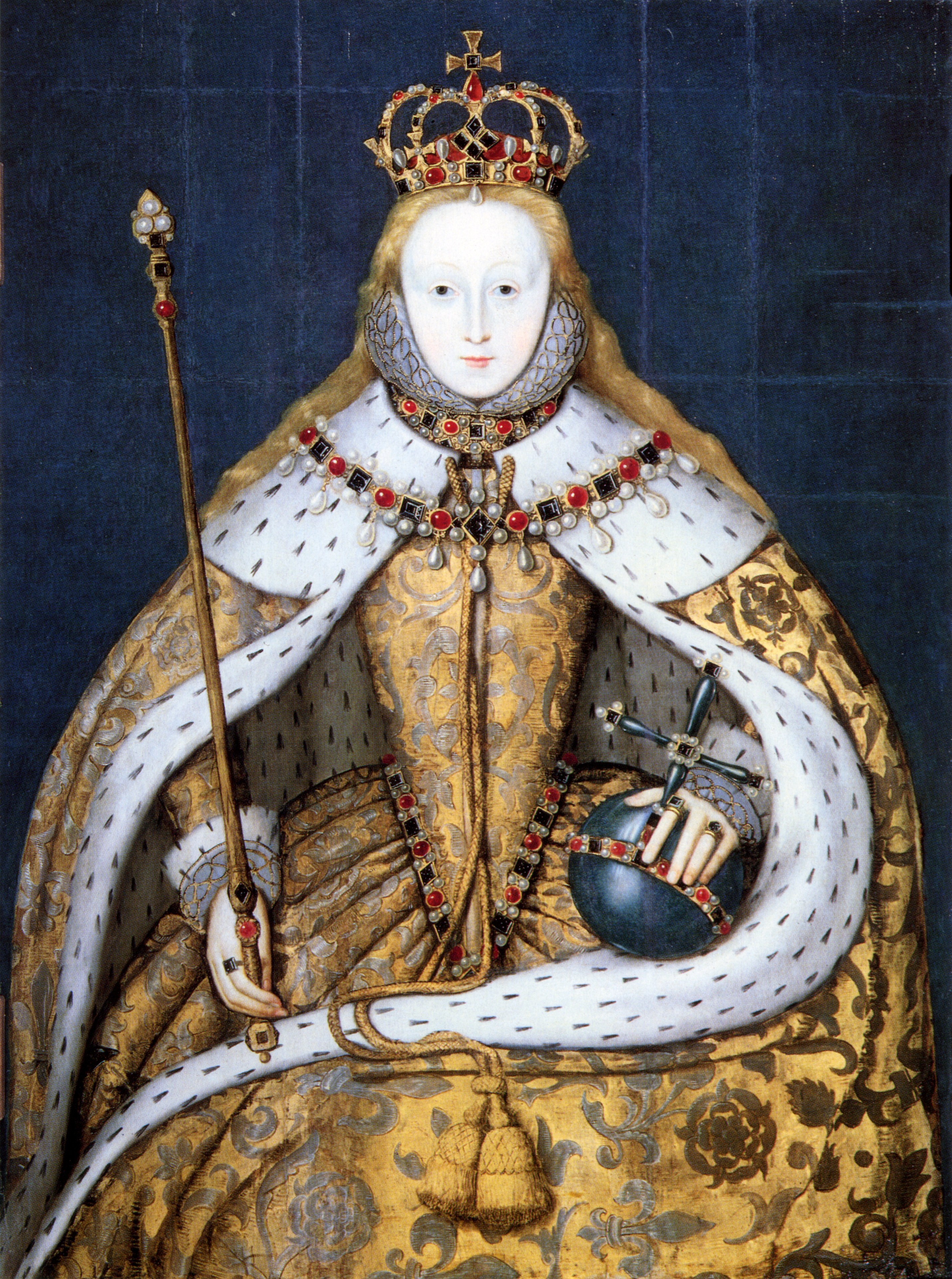
엘리자베스 1세는 정부와 교회의 협동을 통해 페스트 유행에 대응했다.

최초의 감염사례는 6월에 나타나기 시작했다. 램베스(Lambeth) 도서관에 보관된 존 스토우(John Stow)의 원고에 따르면, 1563년 6월 5일부터 12일까지 17명이 페스트로 인해 처음으로 사망했다. 엘리자베스는 교회를 통해 국민들에게 명령을 전달함으로써 전염병에 대한 정부의 대응을 조율하기 시작했다. 교회의 신도들과 성직자들은 페스트에 걸린 사람들과 함께 머무르는 교구민들에게 회복한 후 몇 주가 지나거나, 죽지 않는 이상 교회에 나오지 말라고 지시하였다. 감염자의 집에 푸른 십자가를 칠하거나, 길 잃은 고양이와 개를 모두 죽이고 묻으라는 등 페스트를 퇴치하기 위한 정부의 명령이 내려졌으며, 이를 수행하기 위한 특별 장교들이 임명되었다.
많은 사람들은 여전히 페스트가 "독기(miasmas)"를 들이마셔서 생긴다고 믿었다. 따라서 7월 9일 엘리자베스 여왕 평의회는 저녁 7시에 모든 가정주부들이 부패한 공기를 없애기 위해 거리에서 모닥불을 피워야 한다는 명령을 내렸는데, 당연히 별 효과를 보지 못했다. 그 후 6월 26일에서 7월 3일 사이에는 131명이 사망했으며, 7월 30일까지는 매주 수백 명의 사망하는 전염병은 계속 심각해져만 갔다. 튜더의 내과의사인 윌리엄 벌린(William Bullein)은 전염병을 피해 도망가는 사람들을 목격한 한 거지의 증언을 기록한다. 런던 성벽 내에서 거주하는 사람들은 1563년의 전염병으로 큰 타격을 입었는데, 성 폴카르(Saint Poulkar) 교구, 플리트 디치의 턴어게인가(Fleet Ditch's Turnagain lane), 그리고 시코알가(Seacoal lane)가 가장 심한 타격을 입었다. 폴카르 교구는 과일 시장이 있었으며, 길가에는 오물이 있어서 쥐가 많이 번식함에 따라 가장 심각한 영향을 받았다. 플리트 강 주변 지역은 과밀하고 비위생적인 것으로 악명이 높았는데, 결국 이 지역들에 페스트가 마구 퍼졌다.

### 최고조를 찍고 잦아듬
8월 27일부터 10월 1일까지 매주 평균적으로 1,449명이 사망했으며, 9월 25일부터 10월 2일까지 1,828명이 사망했다. 정부는 9월 30일 감염된 개인이 있는 모든 집들은 문과 창문을 걸어두어야 하며, 안에 있는 어떤 사람도 40일 동안 외부 사람들과 접촉해서는 안 된다는 새로운 명령을 내렸다. 이 명령은 10월 2일부터 9일까지의 한 주 동안 사망자가 1,262명로 감소하는데 영향을 준 것으로 보인다.
겨울이 되어 눈이 내림에 따라 쥐와 벼룩이 물러나고 질병은 가라앉았다. 11월 26일에서 12월 2일까지 사망자는 주당 178명으로 줄어들었고, 평의원회는 페스트 환자가 있었던 집은 임대를 제한하는 명령을 발표했다. 1564년 1월 14일에서 21일까지 13명의 사망자가 발생한 것을 마지막으로 유행이 종식되었다.